# Paul Nguyễn Công Anh
Paul Nguyễn Công Anh – wietnamski student zaangażowany w pomoc Żydom podczas Holokaustu. 
W 1942 roku podczas studiowania na Uniwersytecie w Nicei poznał Jadwigę Alfabet, żydowską uchodźczynię z Polski, z którą zaręczył się niedługo potem. Latem 1942 francuska policja rozpoczęła aresztowania niefrancuskich Żydów, w tym krewnych Jadwigi. Paul postanowił poślubić Jadwigę w nadziei, że jako obywatelka Francji będzie chroniona przed deportacją. Para pobrała się 5 września 1942, a następnie przeprowadziła się do Clermont-Ferrand, gdzie kontynuowała naukę. 
Latem 1943 r. wrócili do Nicei, która do tego czasu znajdowała się pod kontrolą Włochów i była względnie bezpieczna dla Żydów.
Gdy we wrześniu 1943 Niemcy zajęli Niceę, Paul Nguyễn postanowił ukryć nie tylko swoją żonę, ale także jej krewnych: wujka i ciotkę, Jakuba i Salome Berliner oraz ich małego syna Rolanda. Paulowi udało się zdobyć fałszywe dokumenty, dzięki którym w listopadzie 1943 r. pojechał pociągiem z Jakubem Berlinerem do Annecy, gdzie skontaktowali się z przemytnikiem, który przemycił go do Szwajcarii. W ten sam sposób uratował również Salome Berliner i jej niemowlę.
30 kwietnia 2007 r. Jad Waszem uznał Paula Nguyễn Công Anha za Sprawiedliwego wśród Narodów Świata.